# Buskia socialis
Buskia socialis is een mosdiertjessoort uit de familie van de Buskiidae. De wetenschappelijke naam van de soort is voor het eerst geldig gepubliceerd in 1887 door Hincks.